# Mes garçons sont de retour
Pour plus de détails, voir Fiche technique et Distribution.
Mes garçons sont de retour (The Boys Are Back) est un film dramatique britannico-australien réalisé par Scott Hicks, sorti en 2009. Il s'agit de l'adaptation du roman The Boys are Back in Town de Caleb Carr et, comme dans le roman, d'un fait réel sur la vie du romancier et de ses fils.

## Synopsis
Joe Warr est un journaliste sportif britannique vivant en Australie avec sa seconde épouse Katy et leur fils Artie. Mais quand celle-ci meurt d'un cancer, il se retrouve contraint d'élever seul son fils. Son autre fils, Harry, adolescent, qui vit en Angleterre avec sa mère et qui se sent abandonné par un père qui est parti pour vivre avec Katy, vient lui rendre visite et tente d'essayer de construire une relation avec Joe…

## Fiche technique
- Titre original : The Boys Are Back
- Titre français : Mes garçons sont de retour
- Réalisation : Scott Hicks
- Scénario : Alan Cubitt, d'après le roman The Boys Are Back in Town de Simon Carr
- Décors : Janie Parker
- Costumes : Emily Seresin
- Photographie : Greig Fraser
- Montage : Scott Gray
- Musique : Hal Lindes
- Production : Greg Brenman
- Sociétés de production : HanWay Films, BBC Films, Screen Australia, AFFC et Tiger Aspect Productions
- Sociétés de distribution : Miramax Films ; Studio Canal (France, DVD)
- Pays d'origine :  Australie/ Royaume-Uni
- Langue originale : anglais
- Format : couleur - 2,35:1 - 35mm - Dolby Digital
- Genre : drame
- Durée : 104 minutes
- Dates de sortie :
  - Canada : 15 septembre 2009 (Festival international du film de Toronto) ; 25 septembre 2009 (nationale)
  - États-Unis : 25 septembre 2009 (limitée) ; 8 octobre 2009 (Mill Valley Film Festival)
  - Royaume-Uni : 21 octobre 2009	(Festival du film de Londres)
  - Australie : 12 novembre 2009
  - France : 13 novembre 2012 (DVD/Blu-ray)

## Distribution
- Clive Owen : Joe Warr
- Laura Fraser : Katy
- Emma Lung : Mia
- Nicholas McAnulty : Artie
- George MacKay : Harry
- Julia Blake : Barbara
- Emma Booth : Laura
- Erik Thomson : Digby
- Natasha Little : Flick

## Autour du film
- Avec The Boys Are Back, Clive Owen débute ici sa carrière de producteur de cinéma.
- Il a fallu huit semaines pour construire la maison des Warr[1].